# Чемпіонат Європи з легкої атлетики в приміщенні 2007
Чемпіонат Європи з легкої атлетики в приміщенні 2007 відбувся 2-4 березня у Бірмінгемі в «National Indoor Arena».

## Призери

### Чоловіки
| Дисципліни            | Золото                                                            | Золото   | Срібло                                                            | Срібло  | Бронза                                                         | Бронза  |
| --------------------- | ----------------------------------------------------------------- | -------- | ----------------------------------------------------------------- | ------- | -------------------------------------------------------------- | ------- |
| 60 метрів             | Джейсон Гарденер Велика Британія                                  | 6,51     | Крейг Піккерінг Велика Британія                                   | 6,59    | Рональд Поньйон Франція                                        | 6,60    |
| 400 метрів            | Девід Гіллік Ірландія                                             | 45,52    | Бастіан Свіллімс Німеччина                                        | 45,62   | Роберт Тобін Велика Британія                                   | 46,15   |
| 800 метрів            | Арно Оккен Нідерланди                                             | 1.47,92  | Мігель Кесада Іспанія                                             | 1.47,96 | Мауріціо Боббато Італія                                        | 1.48,71 |
| 1500 метрів           | Хуан Карлос Ігуеро Іспанія                                        | 3.44,41  | Серхіо Гальярдо Іспанія                                           | 3.44,51 | Артуро Касадо Іспанія                                          | 3.44,73 |
| 3000 метрів           | Козімо Каліандро Італія                                           | 8.02,44  | Буабделлах Тахрі Франція                                          | 8.02,85 | Хесус Еспанья Іспанія                                          | 8.02,91 |
| 60 метрів з бар'єрами | Грегорі Седок Нідерланди                                          | 7,63     | Марсель ван дер Вестен Нідерланди                                 | 7,64    | Джексон Кіньйонес Іспанія                                      | 7,65    |
| 4×400 метрів[a]       | Велика БританіяРоберт Тобін Дейл Гарланд Філіп Тейлор Стівен Грін | 3.07,04  | РосіяІван Бузолін Владислав Фролов Максим Дилдін Артем Сергеєнков | 3.08,10 | ПольщаПйотр Кендзя Марцин Марцинішин Лукаш Прига Пйотр Климчак | 3.08,14 |
| Стрибки у висоту      | Стефан Гольм Швеція                                               | 2,34     | Лінус Тернблад Швеція                                             | 2,32    | Мартін Бернард Велика Британія                                 | 2,29    |
| Стрибки з жердиною    | Данні Еккер Німеччина                                             | 5,71     | Денис Юрченко Україна                                             | 5,71    | Б'єрн Отто Німеччина                                           | 5,71    |
| Стрибки у довжину     | Ендрю Гоу Італія                                                  | 8,30     | Луїс Цатумас Греція                                               | 8,02    | Салім Сдірі Франція                                            | 8,00    |
| Потрійний стрибок     | Філліпс Ідову Велика Британія                                     | 17,56 CR | Натан Дуглас Велика Британія                                      | 17,47   | Олександр Сергеєв Росія                                        | 17,15   |
| Штовхання ядра        | Мікулаш Конопка Нідерланди                                        | 21,57    | Павло Лижин Білорусь                                              | 20,82   | Йоахім Ольсен Данія                                            | 20,55   |
| Семиборство           | Роман Шебрле Чехія                                                | 6196     | Олександр Погорєлов Росія                                         | 6127    | Андрій Кравченко Білорусь                                      | 6090    |

a  Збірна Німеччини (Інго Шульц, Флоріан Зайц, Сімон Кірх, Бастіан Свіллімс) фінішувала першою в естафеті 4×400 метров з результатом 3.06,26. Однак, при виході на фінішну пряму завершального етапу німець Бастіан Свіллімс штовхнув росіянина Артема Сергеєнкова (який лідирував на той момент), через що останній втратив час на збереження рівноваги, пропустив вперед команду Великої Британії та фінішував на третій позиції. Протест збірної Росії, поданий після фінішу, був задоволений суддями — збірна Німеччини отримала дискваліфікацію.

### Жінки
| Дисципліни            | Золото                                                            | Золото     | Срібло                                                        | Срібло  | Бронза                                                        | Бронза  |
| --------------------- | ----------------------------------------------------------------- | ---------- | ------------------------------------------------------------- | ------- | ------------------------------------------------------------- | ------- |
| 60 метрів             | Кім Геварт Бельгія                                                | 7,12       | Євгенія Полякова Росія                                        | 7,18    | Дар'я Онисько Польща                                          | 7,20    |
| 400 метрів            | Нікола Сандерс Велика Британія                                    | 50,02      | Ілона Усович Білорусь                                         | 51,00   | Олеся Зикіна Росія                                            | 51,69   |
| 800 метрів            | Оксана Зброжек Росія                                              | 1.59,23    | Тетяна Петлюк Україна                                         | 1.59,84 | Йоланда Чеплак Словенія                                       | 2.00,00 |
| 1500 метрів           | Лідія Хоєцька Польща                                              | 4.05,13    | Наталія Пантелєєва Росія                                      | 4.06,04 | Олеся Чумакова Росія                                          | 4.06,48 |
| 3000 метрів           | Лідія Хоєцька Польща                                              | 8.43,25    | Марта Домінгес Іспанія                                        | 8.44,40 | Сільвія Вайсстайнер Італія                                    | 8.44,81 |
| 60 метрів з бар'єрами | Сюзанна Каллур Швеція                                             | 7,87       | Олександра Антонова Росія                                     | 7,94    | Кірстен Больм Німеччина                                       | 7,97    |
| 4×400 метрів          | БілорусьЮліана Ющенко Ірина Хлюстова Світлана Усович Ілона Усович | 3.27,83 CR | РосіяОлеся Зикіна Наталія Іванова Жанна Кащеєва Наталія Антюх | 3.28,16 | Велика БританіяЕмма Дак Нікола Сандерс Кім Волл Лі Макконнелл | 3.28,69 |
| Стрибки у висоту[b]   | Тія Геллебаут Бельгія                                             | 2,05 CR    | Антонієта ді Мартіно Італія                                   | 1,96    | Рут Бейтья Іспанія                                            | 1,96    |
| Стрибки з жердиною    | Світлана Феофанова Росія                                          | 4,76       | Юлія Голубчикова Росія                                        | 4,71    | Анна Роґовська Польща                                         | 4,66    |
| Стрибки у довжину     | Найде Гомеш Португалія                                            | 6,89       | Консепсьйон Монтанер Іспанія                                  | 6,69    | Деніза Щербова Чехія                                          | 6,64    |
| Потрійний стрибок     | Карлота Кастрехана Іспанія                                        | 14,64      | Олеся Буфалова Росія                                          | 14,50   | Тереза Нзола Франція                                          | 14,49   |
| Штовхання ядра        | Ассунта Леньянте Італія                                           | 18,92      | Ірина Худорошкіна Росія                                       | 18,50   | Ольга Рябінкіна Росія                                         | 18,16   |
| П'ятиборство          | Кароліна Клюфт Швеція                                             | 4944       | Келлі Сатертон Велика Британія                                | 4927    | Карін Рукштуль Нідерланди                                     | 4801    |

b  У лютому 2008 ІААФ повідомила про дискваліфікацію болгарської стрибунки у висоту Венеліни Веневої. Її допінг-проба, взята в межах позазмагального тестування у січні 2007, дала позитивний результат на наявність тестостерона. Відповідно до правил, спортсменка була відсторонена від участі у змаганнях на 2 роки, а все її результати після взяття проби — анульовані, в тому числі бронзова нагорода у стрибках у висоту на чемпіонаті Європи в приміщенні-2007 з результатом 1,96 м.

## Медальний залік
| Місце                | Країна               | Золото | Срібло | Бронза | Загалом |
| -------------------- | -------------------- | ------ | ------ | ------ | ------- |
| 1                    | Велика Британія      | 4      | 3      | 3      | 10      |
| 2                    | Італія               | 3      | 1      | 2      | 6       |
| 3                    | Швеція               | 3      | 1      | 0      | 4       |
| 4                    | Росія                | 2      | 9      | 4      | 15      |
| 5                    | Іспанія              | 2      | 4      | 3      | 9       |
| 6                    | Нідерланди           | 2      | 1      | 1      | 4       |
| 7                    | Польща               | 2      | 0      | 3      | 5       |
| 8                    | Бельгія              | 2      | 0      | 0      | 2       |
| 9                    | Білорусь             | 1      | 2      | 1      | 4       |
| 10                   | Німеччина            | 1      | 1      | 2      | 4       |
| 11                   | Чехія                | 1      | 0      | 1      | 2       |
| 12                   | Ірландія             | 1      | 0      | 0      | 1       |
| 12                   | Португалія           | 1      | 0      | 0      | 1       |
| 12                   | Словаччина           | 1      | 0      | 0      | 1       |
| 15                   | Україна              | 0      | 2      | 0      | 2       |
| 16                   | Франція              | 0      | 1      | 3      | 4       |
| 17                   | Греція               | 0      | 1      | 0      | 1       |
| 18                   | Болгарія             | 0      | 0      | 1      | 1       |
| 18                   | Данія                | 0      | 0      | 1      | 1       |
| 18                   | Словенія             | 0      | 0      | 1      | 1       |
| Загалом (20 збірних) | Загалом (20 збірних) | 26     | 26     | 26     | 78      |

## Відео
- Естафетний забіг 4×400 метрів серед чоловіків на YouTube
- Фінальний забіг на 400 метрів серед жінок на YouTube

## Виступ українців
| Чоловіки (10) | Чоловіки (10)     | Чоловіки (10) | Чоловіки (10)  |
| Місце         | Атлет             | Дисципліна    | Результат      |
| ------------- | ----------------- | ------------- | -------------- |
| 2             | Денис Юрченко     | жердина       | 5,71           |
|               | Олександр Корчмід | жердина       | 5,51 (5,65)    |
|               | Микола Саволайнен | потрійний     | 16,98          |
|               | Сергій Демидюк    | 60 м з/б      | 7,68 (7,64)[a] |
|               | Віктор Кузнєцов   | потрійний     | 16,92          |
| фін           | Олександр Пацеля  | довжина       | NM (7,87)      |
| заб           | Михайло Книш      | 400 м         | 47,65          |
| кв            | Валерій Васильєв  | довжина       | 7,75           |
| кв            | Олексій Лукашевич | довжина       | 7,64           |
| кв            | Андрій Семенов    | ядро          | 18,41          |

| Жінки (12) | Жінки (12)                                                          | Жінки (12)   | Жінки (12)  |
| Місце      | Атлетка                                                             | Дисципліна   | Результат   |
| ---------- | ------------------------------------------------------------------- | ------------ | ----------- |
| 2          | Тетяна Петлюк                                                       | 800 м        | 1.59,84     |
|            | Наталія Добринська                                                  | п'ятиборство | 4739 NIR    |
|            | Наталія Тобіас                                                      | 1500 м       | 4.09,62     |
|            | Вікторія Рибалко                                                    | довжина      | 6,44 (6,51) |
|            | Ганна Мельниченко                                                   | п'ятиборство | 4397        |
| пф         | Юлія Кревсун                                                        | 800 м        | 2.01,04     |
| заб        | Ірина Штангеєва                                                     | 60 м         | 7,40        |
| фін        | Ксенія Карандюк Оксана Ілюшкіна Ольга Завгородня Олександра Пейчева | 4×400 м      | DQ          |
| кв         | Ірина Коваленко                                                     | висота       | 1,87        |

a  Тут і надалі у дужках вказаний більш високий результат, що був показаний на попередній стадії змагань (у кваліфікації чи забігу).